# Tapinoschema impar
Tapinoschema impar är en skalbaggsart som beskrevs av Macleay 1863. Tapinoschema impar ingår i släktet Tapinoschema och familjen Cetoniidae. Inga underarter finns listade i Catalogue of Life.